# Stora Lomtjärnen (Nås socken, Dalarna)
Stora Lomtjärnen är en sjö i Vansbro kommun i Dalarna och ingår i Dalälvens huvudavrinningsområde.